# 脾 (五臓)
脾（ひ）は、伝統中国医学における五臓のひとつ。ほぼ腹の中央にあり、水穀（すいこく）の気を取り込む働きをするとされている。

## 膵臓と脾臓
江戸時代中期、杉田玄白・前野良沢らは、『ターヘル・アナトミア』を『解体新書』として訳出するに当たり、南千住村小塚原（こづかっぱら）処刑場で、罪人の腑分け（解剖）に参加したが、脾臓があまりにも立派だったので、「これに『にくづきに卑しい』という名前をつけては失礼である。「あつまる」の意味を持つ字を旁にして、膵臓としよう」と相談がまとまったという話が伝えられている。しかし、脾を膵臓そのものに限定してしまうと、矛盾を生じることもあり、現在では膵臓と脾臓の機能をあわせたものではないかという見方が一般的になっている。

## 脾の形状
古典の記述や、和漢三才図会のイラストなどを見ると、脾は、高さ5寸、直径は下部のいちばん太くなったところで3寸の、下がふくれた円筒形とされている。重さは2斤4両（360匁）となっており、軽く1キロを超える。
なお、脾の旁は、「卑しい」という意味ではなく、扁平な樽を意味する。